# تاتو
تاتو وتكتب t.A.T.u (بالروسية: Тату) هي ثنائي موسيقي روسي شُكل بواسطة إيفان شابوفالوف ويشمل المغنيتين يوليا فولكوفا ولينا كاتينا.

## نبذة
تاتو هو فريق غنائي روسي نسائي، مكون من فتاتين كانتا تتظاهران بالمثلية الجنسية. وسبب هذا التظاهر أن مدير الشركة المنتجة لألبوماتهما أجبرهما على التظاهر بالمثلية من أجل الشهرة، فجعلهما تظهران بشكل فتاتين مثليتين والتي كانت مجرد صورة وصرحتا أنهما غير مثليتين في الكثير من اللقاءات معهما. وجوليا الآن لديها فتاة من حبيبها الأول وتزوجت برجل أعمال مشهور يدعى بارفس ولديها طفل منه يدعى سمير وانفصلت عنه وهي الآن مرتبطة بصديق لها. ولينا كذلك مرتبطة بصديق لها. وكان لهما موقف مميز في الحرب الأمريكية على العراق فقد كان عندهما رحلة غنائية في أمريكا عند دخول أمريكا إلى العراق فقامتا بارتداء قمصان عليها كتابة باللغة الروسية "ХУЙ ВОЙНЕ" أمام الجميع في أمريكا وتعني «لا للحرب».

## شهرتهما

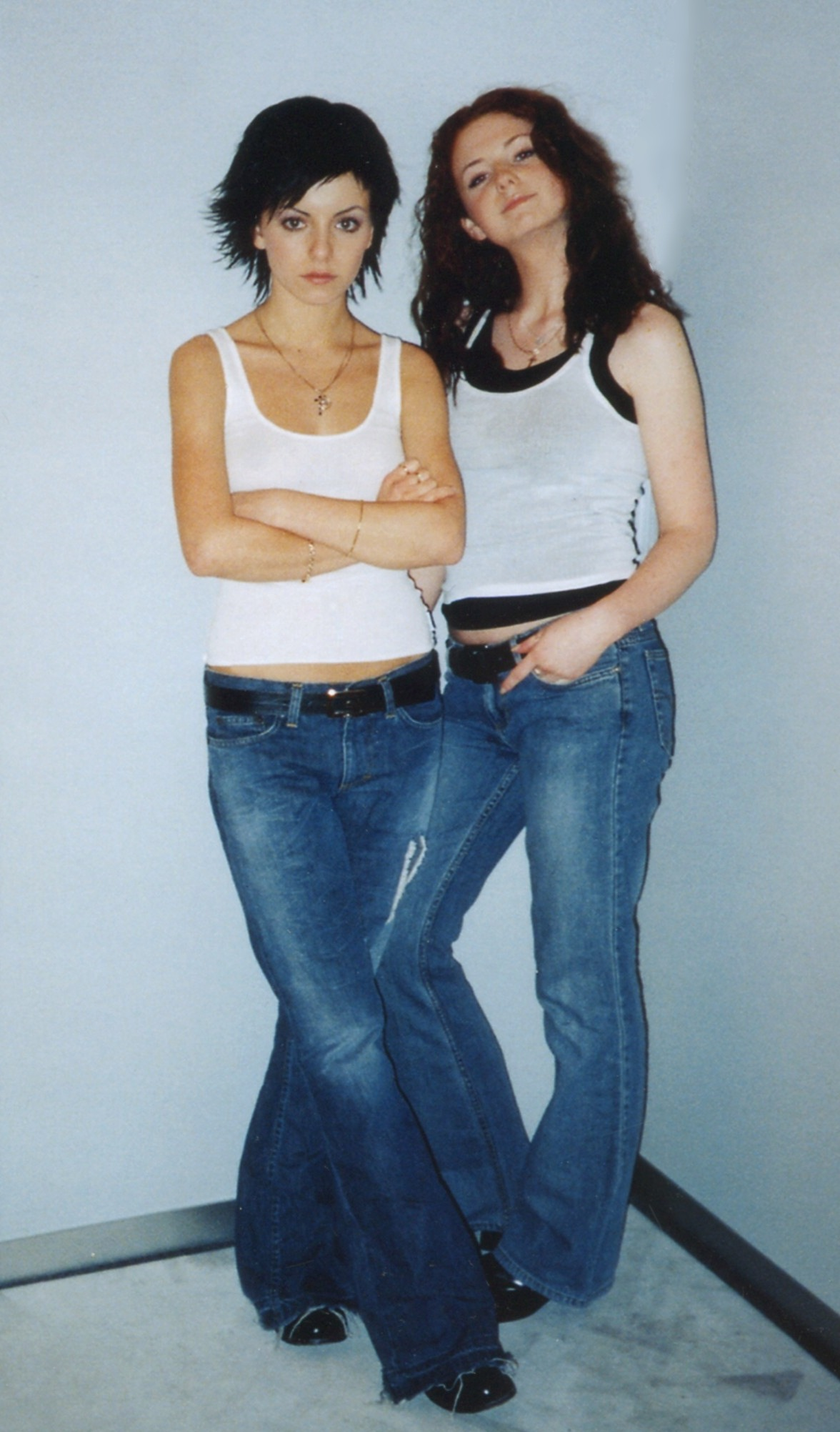
جوليا فولكوفا ولينا كاتينا، فرقة البوب الروسية تاتو

إن أشهر أغانيهما والتي تعتبر منبع شهرتهما9 هي الأغنية "Ya Soshla S Uma" باللغة الروسية والتي صدرت عام 2000 والنسخة الإنكليزية "All The Things She Said" عام 2002 والتي كانت تتحدث عن قصة حب بين فتاتين وتسألان أهلهما العفو عنهما وكانت هذه فكرة منتجهما إيفان شابوفالوف حيث أن صديقته كانت في المكتب واستيقظت بعد حلمها بأنها تقبل فتاة واستيقظت وهي تصيح "Ya Soshla S Uma" أي أنا فقدت عقلي. ومن هنا جاءت صورة الفتاتين المثليتين حيث أنه جعلهم يبدون كذلك وهذا غير صحيح. وأيضاً الأغنية باللغة الروسية "Nas Ne Dogonyat" وباللغة الإنكليزية "Not Gonna Get Us" التي تتحدث عن الهروب من الناس والذهاب إلى مكان حيث لا يعرفهم أحد فيه. وقد مثلتا روسيا في "Eurovision Song Contest" عام 2003 واحتلتا المرتبة الثالثة بأغنيتهم "Ne Ver', Ne Boisia, i Ne Prosi" والتي تعني لا تصدق، لا تخف، لا تسأل والتي تتحدث عن الحروب التي تحدث في العالم.

## الألبومات
- Po Vstrechnoy (2001)

Km/h in the Wrong Lane (2002)
Dangerous and Moving (2005)
Lyudi Invalidy (2005)
Vesyolye Ulybki (2008)
Waste Management (2009)

## وصلات خارجية
- تاتو على موقع IMDb (الإنجليزية)
- تاتو على موقع ميوزك برينز (الإنجليزية)
- تاتو على موقع أول ميوزيك (الإنجليزية)
- تاتو على موقع ديسكوغز (الإنجليزية)
- الموقع الرسمي.